# Antonio Garnero
Antonio Fernando Prestes Garnero (né le 17 août 1983 à São Paulo) est un coureur cycliste brésilien.

## Biographie
Antonio Garnero commence le cyclisme en compétition sur le tard, à l'âge de 25 ans. À plus de 30 ans, il connait son jour de gloire lors de la saison 2014 en devenant champion du Brésil sur route, devant son coéquipier Roberto Pinheiro, et ce à la surprise générale.
En septembre 2015, il est sélectionné par sa fédération pour participer aux championnats du monde sur route, organisés à Richmond aux États-Unis. Engagé sur la course en ligne, il est contraint à l'abandon.
En 2022, il est déclaré positif à l'EPO après avoir remporté la Haute Route Alpe d'Huez.

## Palmarès
- 2014
  -  Champion du Brésil sur route

## Classements mondiaux
| Année            | 2014 |
| ---------------- | ---- |
| UCI America Tour | 68e  |